# Championnat de Colombie de football 1949
Navigation
Saison précédente Saison suivante
La saison 1949 du Championnat de Colombie de football est la deuxième édition du championnat de première division professionnelle en Colombie. Les quatorze meilleures équipes du pays sont regroupées au sein d'une poule unique, où elles s'affrontent deux fois, à domicile et à l'extérieur. À l'issue de la compétition, il n'y a pas de relégation et deux équipes supplémentaires intègrent la première division la saison suivante.
C'est le CD Los Millonarios qui remporte la compétition, après avoir battu lors de la finale pour le titre l'América de Cali, les deux clubs ayant terminé à égalité de points en tête du championnat. Le tenant du titre, l'Independiente Santa Fe, prend la troisième place à cinq points du duo de tête. C'est le premier titre de champion de l'histoire des Millonarios.
Le club de Junior Barranquilla est exclu du championnat avant le début de la saison. En effet, il avait été choisi pour représenter la Colombie lors de la Copa América 1949, ce qui avait entraîné un ultimatum de la part de l' ADEFUTBOL (Association colombienne du football amateur) : soit il renonçait à aller en Copa América, soit il était suspendu deux saisons du championnat de Primera A. Le club de Junior Barranquilla choisit de participer à la Copa América et voit donc l' ADEFUTBOL mettre sa menace à exécution. Le club est finalement suspendu une seule saison et peut concourir pour le championnat 1950. Sa place est prise par le Deportivo Pereira. 
Un autre club, l'Universidad de Pereira déménage à Bogotá et devient donc l'Universidad de Bogota.

## Les clubs participants
| - Independiente Santa Fe - Universidad de Bogota - Deportivo Caldas - CD Los Millonarios - América de Cali - Boca Juniors de Cali - Promu en Primera A - Huracan Medellin - Promu en Primera A | - Atlético Municipal - Independiente Medellin - Deportivo Cali - Once Deportivo - Deportivo Pereira - Promu en Primera A - Deportivo Barranquilla - Promu en Primera A - CD Bucaramanga - Promu en Primera A |

## Compétition
Le barème utilisé pour établir le classement est le suivant :
- Victoire : 2 points
- Match nul : 1 point
- Défaite : 0 point

### Classement
| Rang | Équipe                  | Pts | J  | G  | N | P  | Bp  | Bc | Diff |
| ---- | ----------------------- | --- | -- | -- | - | -- | --- | -- | ---- |
| 1    | CD Los Millonarios      | 44  | 26 | 20 | 4 | 2  | 99  | 35 | +64  |
| 2    | Deportivo Cali          | 44  | 26 | 20 | 4 | 2  | 89  | 41 | +48  |
| 3    | Independiente Santa FeT | 39  | 26 | 17 | 5 | 4  | 102 | 50 | +52  |
| 4    | Deportivo Caldas        | 32  | 26 | 16 | 0 | 10 | 69  | 53 | +16  |
| 5    | Independiente Medellín  | 29  | 26 | 12 | 5 | 9  | 58  | 60 | -2   |
| 6    | Universidad de Bogota   | 27  | 26 | 9  | 9 | 8  | 46  | 42 | +4   |
| 7    | Atlético Municipal      | 24  | 26 | 8  | 8 | 10 | 40  | 60 | -20  |
| 8    | Boca Juniors de CaliP   | 23  | 26 | 9  | 5 | 12 | 45  | 58 | -13  |
| 9    | Once Deportivo          | 20  | 26 | 9  | 2 | 15 | 40  | 66 | -26  |
| 10   | América de Cali         | 18  | 26 | 7  | 4 | 15 | 53  | 67 | -14  |
| 11   | CD BucaramangaP         | 18  | 26 | 7  | 4 | 15 | 48  | 81 | -33  |
| 12   | Huracán MedellinP       | 17  | 26 | 6  | 5 | 15 | 47  | 75 | -28  |
| 13   | Deportivo BarranquillaP | 15  | 26 | 5  | 5 | 16 | 34  | 49 | -15  |
| 14   | Deportivo PereiraP      | 14  | 26 | 4  | 6 | 16 | 44  | 77 | -33  |

|  | Participation au match pour le titre     |
|  | T: Tenant du titre P: Promu en Primera A |

### Matchs
| Résultats (▼dom., ►ext.) | AMÉ | BJ  | BUC | CAL | DBA | DCA | HUR  | IND | MIL | MUN | OND | PER  | SFE | UNI |
| América de Cali          |     | 3-4 | 1-3 | 1-4 | 4-1 | 2-6 | 2-1  | 4-1 | 4-5 | 1-2 | 2-0 | 5-1  | 3-4 | 3-3 |
| Boca Juniors de Cali     | 1-3 |     | 2-3 | 3-5 | 1-0 | 3-1 | 2-1  | 5-1 | 4-3 | 1-0 | 3-1 | 1-1  | 1-1 | 0-2 |
| CD Bucaramanga           | 1-2 | 2-1 |     | 1-5 | 3-1 | 2-3 | 2-1  | 2-2 | 2-5 | 4-3 | 2-3 | 1-2  | 1-3 | 1-1 |
| Deportivo Cali           | 1-0 | 4-1 | 6-1 |     | 1-0 | 3-1 | 4-0  | 3-1 | 3-3 | 6-3 | 7-2 | 4-2  | 2-2 | 3-0 |
| Deportivo Barranquilla   | 1-1 | 1-0 | 6-2 | 3-3 |     | 1-0 | 7-2  | 2-0 | 2-2 | 0-1 | 0-1 | 0-1  | 0-1 | 2-2 |
| Deportivo Caldas         | 2-0 | 6-2 | 7-3 | 1-4 | 5-0 |     | 5-2  | 2-1 | 1-5 | 2-3 | 4-1 | 5-4  | 0-3 | 0-2 |
| Huracan Medellin         | 2-1 | 3-2 | 7-4 | 3-4 | 0-0 | 3-2 |      | 1-2 | 2-2 | 0-0 | 2-3 | 3-4  | 2-2 | 4-2 |
| Independiente Medellín   | 2-2 | 6-3 | 4-1 | 3-2 | 1-0 | 5-3 | 2-0  |     | 1-6 | 0-0 | 4-1 | 4-1  | 3-2 | 2-5 |
| CD Los Millonarios       | 1-0 | 2-0 | 5-1 | 0-2 | 5-0 | 3-0 | 5-1  | 4-0 |     | 6-0 | 3-0 | 3-2  | 2-2 | 3-1 |
| Atlético Municipal       | 3-1 | 2-2 | 1-1 | 1-2 | 3-2 | 0-6 | 1-2  | 2-4 | 1-5 |     | 3-2 | 1-1  | 2-6 | 1-1 |
| Once Deportivo           | 2-1 | 1-1 | 2-1 | 3-4 | 2-1 | 0-1 | 2-1  | 0-1 | 2-5 | 1-2 |     | 2-1  | 2-6 | 1-0 |
| Deportivo Pereira        | 3-3 | 1-2 | 1-2 | 1-4 | 0-3 | 0-1 | 4-1  | 4-4 | 0-5 | 1-1 | 4-4 |      | 1-3 | 1-2 |
| Independiente Santa Fe   | 7-3 | 5-0 | 5-0 | 4-3 | 6-2 | 2-3 | 10-2 | 3-1 | 3-6 | 3-3 | 4-1 | 10-3 |     | 1-4 |
| Universidad de Bogota    | 6-1 | 0-0 | 2-2 | 1-1 | 1-0 | 0-1 | 1-1  | 3-3 | 1-5 | 0-1 | 3-1 | 3-0  | 0-4 |     |

### Finale pour le titre
| 20 novembre 1949 | Deportivo Cali | 0 - 1 | CD Los Millonarios | Estadio Olímpico Pascual Guerrero, Santiago de Cali |
|                  |                |       | Pedernera          |                                                     |

| 4 décembre 1949 | CD Los Millonarios                      | 3 - 2 | Deportivo Cali | Stade Nemesio Camacho El Campín, Bogota |  |
|                 | Di Stéfano · Pedernera (pen) · Aguilera |       | López · Gúdice |                                         |  |

## Bilan de la saison
| Championnat de Colombie de football 1949 |                                |
| Champion                                 | CD Los Millonarios (1er titre) |
| Promotions et relégations                |                                |
| Promus en Primera A                      | Cucuta Deportivo               |
| Promus en Primera A                      | Junior Barranquilla            |
| Relégués en Primera B                    | Aucun                          |